# Cirse à feuilles variables
Cirsium heterophyllum
Espèce
Classification phylogénétique
Le Cirse à feuilles variables (Cirsium heterophyllum) est une espèce de plante à fleurs de la famille des Asteraceae (Composées).

## Description
C'est une plante herbacée.
Ce cirse présente la particularité d'avoir des tiges florales sans épines et des feuilles supérieures entières, non épineuses.

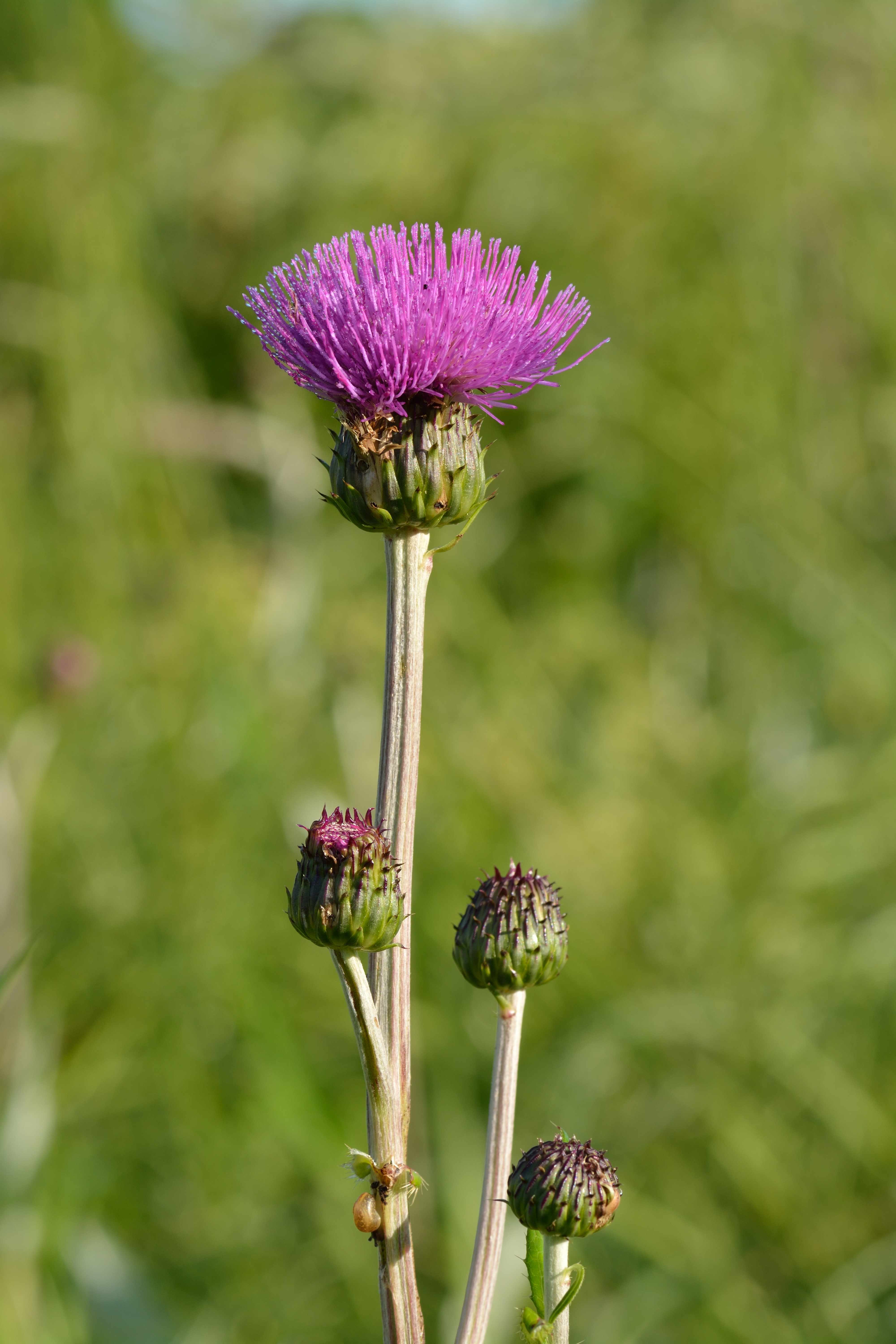
Capitule
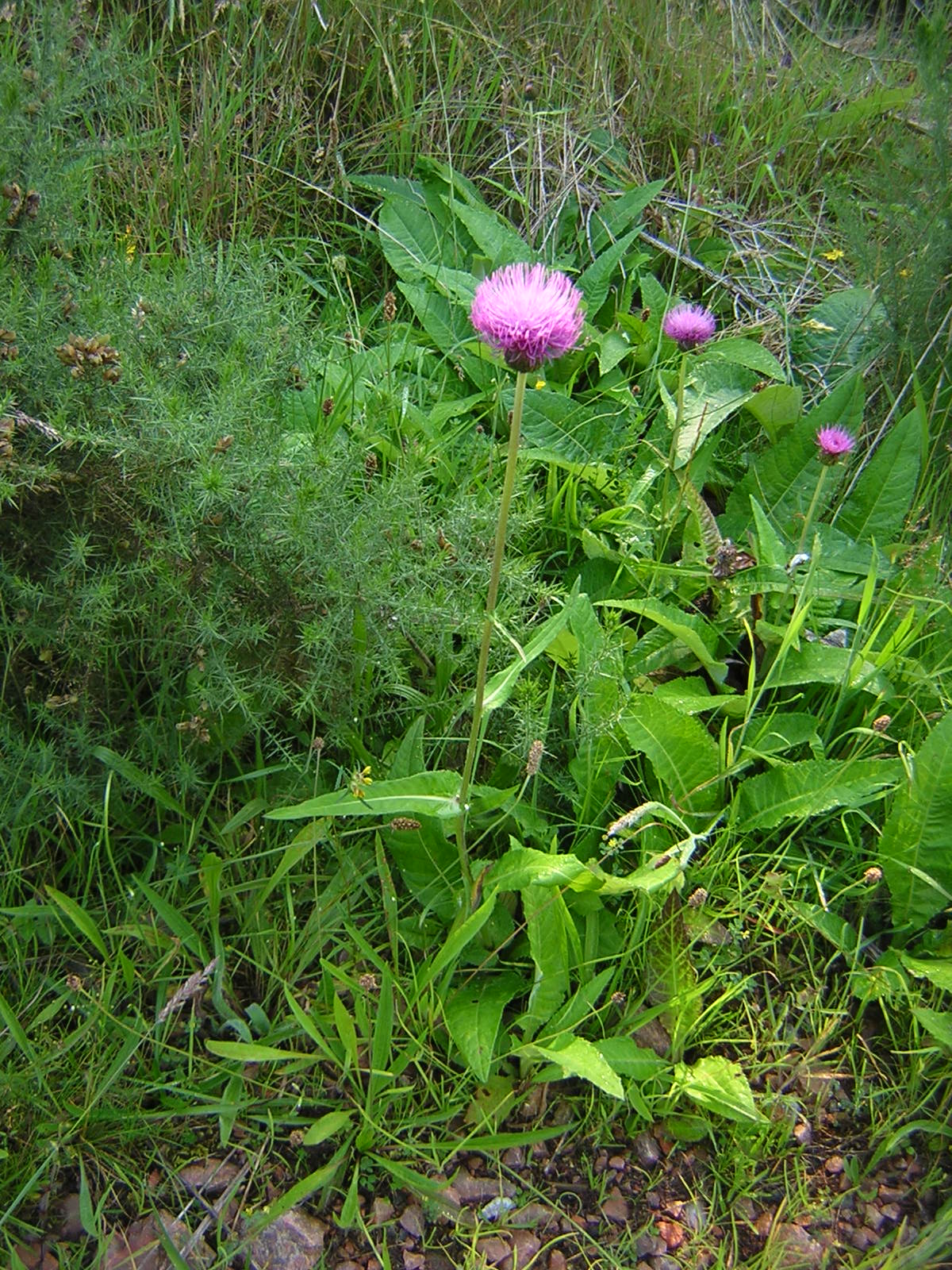
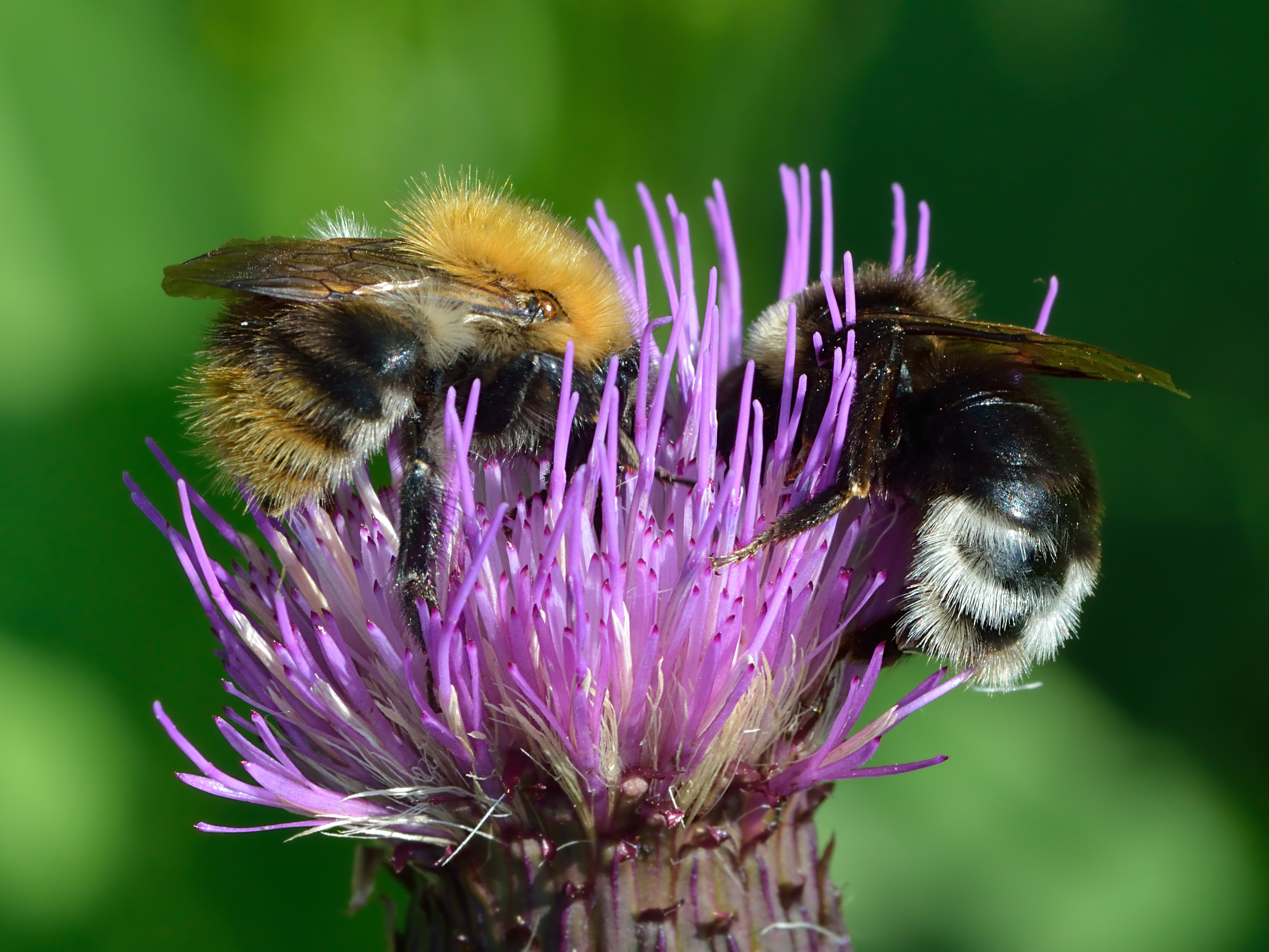
Cirse à feuilles variables butinée par un Bombus pascuorum et un Bombus bohemicus, à Keila, en Estonie. Juin 2016.

On le trouve dans les montagnes d'Europe dont les Alpes et les Pyrénées.

## Caractéristiques
- Organes reproducteurs
  - Couleur dominante des fleurs : rose
  - Période de floraison : août-septembre
  - Inflorescence : racème de capitules
  - Sexualité : hermaphrodite
  - Ordre de maturation : homogame
  - Pollinisation : entomogame, autogame
- Graine
  - Fruit : akène
  - Dissémination : anémochore
- Habitat et répartition
  - Habitat type : mégaphorbiaies boréomontagnardes
  - Aire de répartition : eurasiatique

Données d'après: Julve, Ph., 1998 ff. - Baseflor. Index botanique, écologique et chorologique de la flore de France. Version : 23 avril 2004.